# Sylvains-Lès-Moulins
Sylvains-Lès-Moulins est, depuis le 1er janvier 2016, une commune nouvelle française située dans le département de l'Eure en région Normandie.
Elle est née de la fusion des deux communes Sylvains-les-Moulins et sa voisine Villalet.

## Géographie
La géographie de la nouvelle commune est issue de celle des deux communes fusionnées.

### Hydrographie
La commune est située dans le bassin Seine-Normandie. Elle est drainée par l'Iton, le fossé 01 de la Vallée Ruffin, la Norte, le fossé 01 de la Mare Sanseuse, l'Iton et divers autres petits cours d'eau,.
L'Iton, d'une longueur de 132 km, prend sa source dans la commune de Mahéru et se jette  dans l'Eure à Acquigny, après avoir traversé 39 communes. Les caractéristiques hydrologiques de l'Iton sont données par la station hydrologique située sur la commune de Mesnils-sur-Iton. Le débit moyen mensuel est de 1,34 m3/s. Le débit moyen journalier maximum est de 21,4 m3/s, atteint lors de la crue du 6 juin 2018. Le débit instantané maximal est quant à lui de 32 m3/s, atteint le même jour.
Deux plans d'eau complètent le réseau hydrographique : la mare Michaux (0,02 ha) et le Vivier (0,03 ha),.

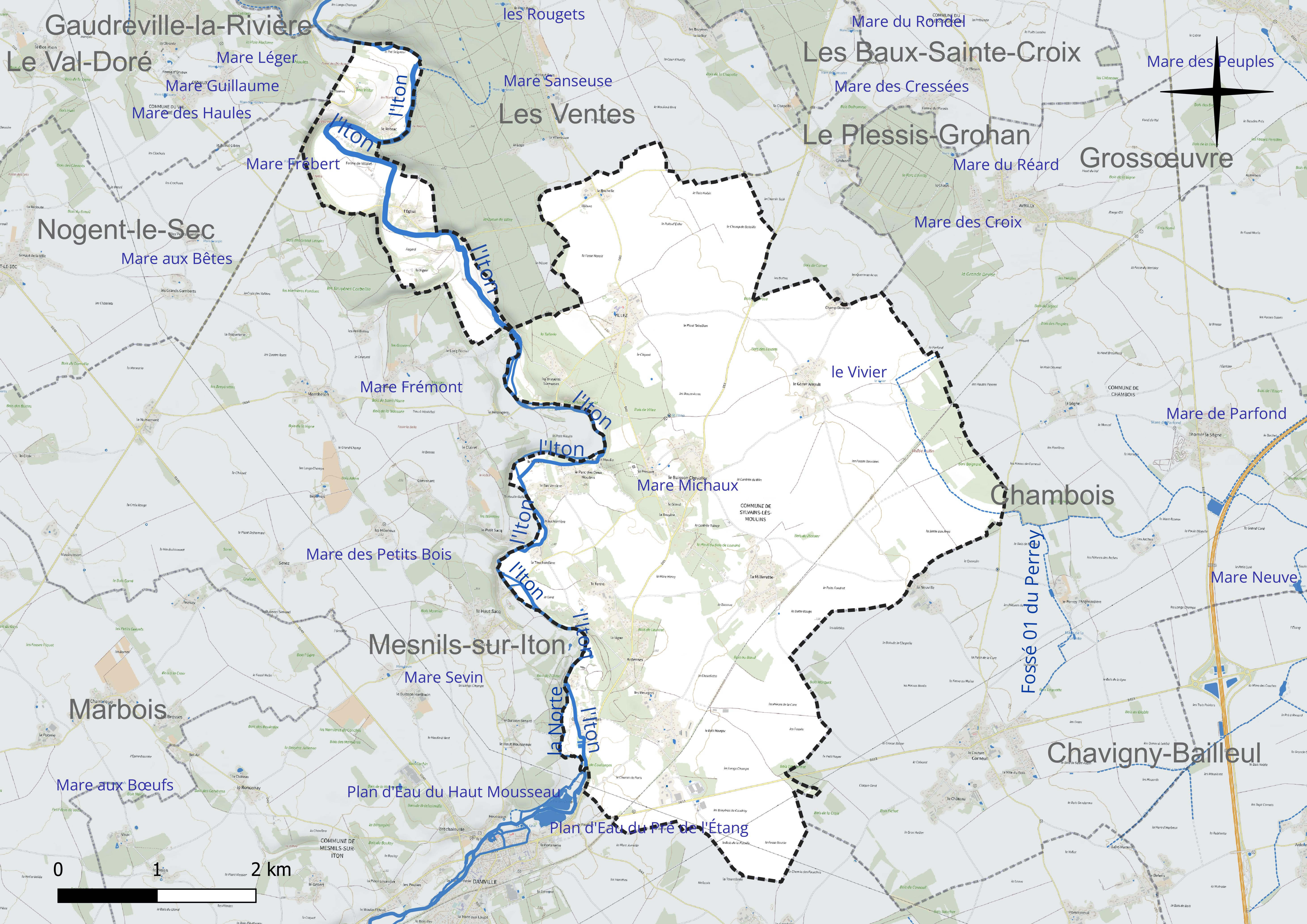
Réseau hydrographique de Sylvains-lès-Moulins.

### Climat
Pour des articles plus généraux, voir Climat de la Normandie et Climat de l'Eure.
En 2010, le climat de la commune est de type climat océanique dégradé des plaines du Centre et du Nord, selon une étude du CNRS s'appuyant sur une série de données couvrant la période 1971-2000. En 2020, Météo-France publie une typologie des climats de la France métropolitaine dans laquelle la commune est exposée à un climat océanique et est dans la région climatique Sud-ouest du bassin Parisien, caractérisée par une faible pluviométrie, notamment au printemps (120 à 150 mm) et un hiver froid (3,5 °C). Parallèlement le GIEC normand, un groupe régional d’experts sur le climat, différencie quant à lui, dans une étude de 2020, trois grands types de climats pour la région Normandie, nuancés à une échelle plus fine par les facteurs géographiques locaux. La commune est, selon ce zonage, exposée à un « climat des plateaux abrités », correspondant aux plaines agricoles de l’Eure, avec une pluviométrie beaucoup plus faible que dans la plaine de Caen en raison du double effet d’abri provoqué par les collines du Bocage normand et par celles qui s’étendent sur un axe du Pays d'Auge au Perche.
Pour la période 1971-2000, la température annuelle moyenne est de 10,3 °C, avec  une amplitude thermique annuelle de 14,2 °C. Le cumul annuel moyen de précipitations est de 638 mm, avec 11 jours de précipitations en janvier et 8,2 jours en juillet. Pour la période 1991-2020, la température moyenne annuelle observée sur la station météorologique la plus proche, située sur la commune de Guichainville à 10 km à vol d'oiseau, est de 11,1 °C et le cumul annuel moyen de précipitations est de 659,6 mm,. Pour l'avenir, les paramètres climatiques de la commune estimés pour 2050 selon différents scénarios d’émission de gaz à effet de serre sont consultables sur un site dédié publié par Météo-France en novembre 2022.

## Urbanisme

### Typologie
Au 1er janvier 2024, Sylvains-Lès-Moulins est catégorisée commune rurale à habitat dispersé, selon la nouvelle grille communale de densité à 7 niveaux définie par l'Insee en 2022.
Elle est située hors unité urbaine. Par ailleurs la commune fait partie de l'aire d'attraction d'Évreux, dont elle est une commune de la couronne,. Cette aire, qui regroupe 108 communes, est catégorisée dans les aires de 50 000 à moins de 200 000 habitants,.

## Toponymie
Le nom de la localité est attesté sous la forme Villez-Champ-Dominel jusqu'en 1972.

Le 1er octobre 1972 Villez-Champ-Dominel est rattachée à Coulonges (fusion simple) qui devient Sylvains-les-Moulins. Le 1er janvier 2016, Sylvains-les-Moulins fusionne avec sa voisine Villalet, ces deux communes donnant naissance à la commune nouvelle nommée Sylvains-Lès-Moulins (avec un « L » majuscule).
Le néo-toponyme de Sylvains-Lès-Moulins est issu de Sylvanus (ou Sylvain), dieu de la Rome antique, tutélaire des forêts. Le nom Silvānus est une dérivation du latin silva « forêt, bois ».
En français, la préposition « lès » signifie « près de ». D'usage vieilli, elle n'est guère plus rencontrée que dans les toponymes, plus particulièrement ceux de localités.
Toponyme signifiant : « les dieux des forêts près des moulins », du fait de la proximité de la forêt d'Évreux et des moulins au bord de l'Iton.

## Histoire
L'histoire de la nouvelle commune est issue de celle des deux communes fusionnées.

## Politique et administration
Jusqu'aux prochaines élections municipales de 2020, le conseil municipal de la nouvelle commune est constitué de tous les conseillers municipaux issus des conseils des anciennes communes.
| Nom                          | Code Insee | Intercommunalité              | Superficie (km2) | Population (dernière pop. légale) | Densité (hab./km2) |
| ---------------------------- | ---------- | ----------------------------- | ---------------- | --------------------------------- | ------------------ |
| Sylvains-les-Moulins (siège) | 27693      | CC du Pays de Damville        | 21,52            | 1 207 (2013)                      | 56                 |
| Villalet                     | 27688      | CC Interco Normandie Sud Eure | 2,36             | 88 (2013)                         | 37                 |

| Période      | Période  | Identité    | Étiquette | Qualité |
| ------------ | -------- | ----------- | --------- | ------- |
| janvier 2016 | En cours | Lydie Reber | SE        |         |

## Démographie
L'évolution du nombre d'habitants est connue à travers les recensements de la population effectués dans la commune depuis sa création.

En 2022, la commune comptait 1 280 habitants, en évolution de −1,23 % par rapport à 2016 (Eure : −0,25 %, France hors Mayotte : +2,11 %).
| 2018  | 2022  |
| ----- | ----- |
| 1 293 | 1 280 |

## Culture locale et patrimoine
La culture locale et le patrimoine de la nouvelle commune sont issus de ceux des deux communes fusionnées.

### Lieux et monuments
- Moulin Mulot, sur l'Iton.
- Église Saint-Arnoul de Coulonges.

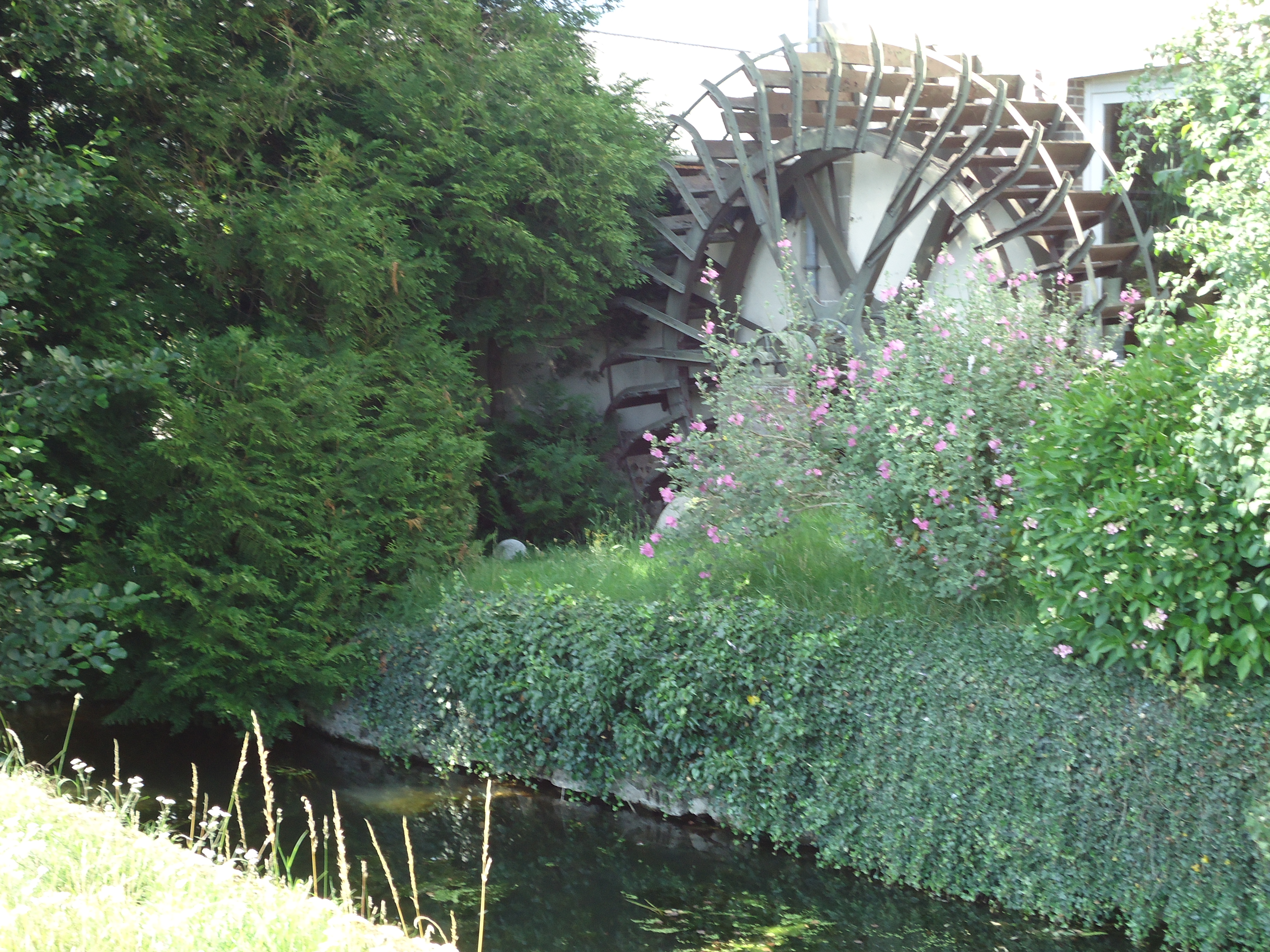
La roue et le bief du moulin Mulot.

### Personnalités liées à la commune
- Claude de Cambronne, cofondateur avec Marcel Dassault de la société Bordeaux-Aéronautique.
- Laurence de Cambronne (en), journaliste française.
- Michel Cluizel, chocolatier français.
- Henri Coulonges, pseudonyme de Marc-Antoine de Dampierre, écrivain français. Grand prix du roman de l' Académie Française en 1979 pour L'Adieu à la femme sauvage.
- André Couteaux, écrivain, connu pour l'adaptation de Mon oncle Benjamin au cinéma et le roman Un monsieur de compagnie.
- Raymond Duchamp-Villon, sculpteur, et frère de Marcel Duchamp.
- Marc Gilbert, producteur français.
- Gilbert Renault (1904-1984), connu pendant la Résistance sous le nom de Colonel Rémy.
- Jacques Villon, peintre, et frère de Marcel Duchamp.
- Jean-Pierre Corteggiani (1942-2022), égyptologue français.

### Patrimoine naturel
La forêt d'Évreux (dont une partie se trouve comprise sur le territoire de la commune), est en zone naturelle d'intérêt écologique, faunistique et floristique.

### Héraldique
|  | Les armes de la ville se blasonnent ainsi : de sinople à la barre ondée d’argent, accompagnée en chef d’une roue de moulin à eau d’or, dans des ondes alésées du même et en pointe d’un sapin arraché d’or. |